# Generalkapitel des Malteserordens
Das Generalkapitel ist die oberste Ordensversammlung des Souveränen Malteserordens und besteht aus Vertretern der verschiedenen Ordensstände. Es wird alle fünf Jahre einberufen sowie wann immer es der Großmeister nach Anhörung des Souveränen Rates für opportun erachtet oder die Mehrheit der Priorate, Subpriorate und Assoziationen den Großmeister darum ersucht. Das letzte Generalkapitel fand am 30. und 31. Mai 2014 statt.

## Zusammensetzung
Das Generalkapitel tagt unter dem Vorsitz des Großmeisters oder des Statthalters und besteht aus den Mitgliedern des Souveränen Rates (Ordensregierung), den Mitgliedern des Regierungsbeirates, dem Prälaten sowie Vertretern der drei Ordensstände aus aller Welt:
- den Prioren, im Fall einer Vakanz, sein ständiger Vertreter (Prokurator, Vikar, Statthalter);
- den Professbaillis;
- zwei aus jedem Priorat delegierten Professrittern, von denen einer im Bedarfsfall durch einen Obödienzritter ersetzbar ist;
- ein Professritter und ein Obödienzritter als Vertreter der Ritter in gremio religionis (die keiner Ordensgliederung zugeordnet sind);
- fünf Regenten von Subprioraten sowie
- fünfzehn Vertretern der nationalen Assoziationen gemäß dem Codex.[1]

## Aufgaben
Das Generalkapitel wählt
- die Mitglieder des Souveränen Rates mit einfacher Mehrheit, doch ist für eine dritte oder weitere Wiederwahl in dieselbe Funktion eine Zweidrittelmehrheit erforderlich.
- die Mitglieder des Regierungsbeirates mit einfacher Mehrheit, doch können diese nur einmal wiedergewählt werden.
- die Mitglieder der Rechnungskammer. Zu Mitgliedern der Rechnungskammer werden Ritter, die in der Jurisprudenz, in den Wirtschafts- und den Finanzwissenschaften erfahren sind, mit einfacher Mehrheit gewählt, doch ist für eine dritte oder weitere Wiederwahl in dieselbe Funktion eine Zweidrittelmehrheit erforderlich.

Das Generalkapitel berät eventuelle Änderungen von Verfassung und Codex, wobei Verfassungsänderungen eine Zweidrittelmehrheit und Änderungen des Codex eine absolute Mehrheit erfordern. Für Änderungen der Artikel 6 bis 93 des Codex, die sich ausschließlich mit Belangen des Ersten Ordensstandes befassen, ist zusätzlich zur absoluten Mehrheit auch die Mehrheit der stimmberechtigten Professritter erforderlich.
Das Generalkapitel behandelt wichtige Probleme, wie etwa die geistliche oder die materielle Lage des Ordens, den Stand seiner Werke und seiner internationalen Beziehungen. Es nimmt den Bericht des Prälaten zur geistlichen Lage des Ordens entgegen. Es legt außerdem die Höhe der Beiträge fest, welche die Mitglieder des Zweiten und des Dritten Standes (ausgenommen die Priester), über die nationalen Organisationen an das Großmagisterium leisten.